# Hotel Llevant
L'Hotel Llevat és un establiment de Llafranc (Baix Empordà).

## Història
Va ser fundat el 1935 per Maria Gratacós Lluensí, que havia començat amb una botiga de queviures al carrer Carudo on, a més, feia menjars per als treballadors. El 1933 o 1934 va llogar una casa davant de mar al costat de llevant, ja amb restaurant i dues o tres habitacions, anomenada Restaurante Llevantí con habitaciones, després Fonda Llevantí, que el 1935 es va traslladar al passeig Francesc de Blanes. Durant la dictadura franquista passà a dir-se Hotel Levante i va recuperar el nom en català quan va ser possible. Amb els anys, l'hotel es va anar ampliant i hi va entrar a treballar en Jaume Farrarons, fill d'una cosina germana de Gratacós. Farrarons n'esdevngue ben aviat el director i amb la seva esposa Montserrat Turró agafarien el relleu de Maria Gratacós. Actualment, l'hotel és regentat pels fills del matrimoni. Entre 1975 i 2000, s'hi va crear una sala d'exposicions d'art regentada per Montserrat Turró.
El 2013, l'Arxiu Municipal de Palafrugell va ingressar la documentació de l'hotel, sobretot dels anys 1960-1980. Hi destaca la correspondència vinculada a peticions de reserves d'habitacions per a fer-hi estades, documentació interessant per a veure la procedència dels estiuejants del boom turístic. Dins del fons també destaca la documentació relacionada amb la sala d'exposicions, amb una col·lecció de cartells de les diferents exposicions.